# Диамантен фазан
Диамантеният фазан (Chrysolophus amherstiae) е птица от разред Кокошоподобни и семейство Фазанови. Видът обитава югозападен Китай и Мианмар, но е интродуциран и на други места, например Англия, където има самоподдържаща се, но намаляваща дива популация, най-разпространена в Бедфордшър.
Първият екземпляр от тови вид е изпратен в Лондон през 1828 година от лейди Сара Амхърст, съпруга на тогавашния главен губернатор на Бенгал, Уилям Пит Амхърст, първи ърл на Амхърст. На английски буквално името на фазана е „Фазан на Лейди Амхърст“.

## Физическо описание
Възрастният мъжки на дължина достига 100 - 120 cm, като опашката му достига до 80 cm от общата дължина на тялото. Отличителни за вида са черните и сребристи пера на главата, дългата сива опашка и тялото с окраска в червено, бяло и жълто.
Видът е тясно свързан с вида златен фазан и привнесените популации от двата вида се кръстосват.
Женската е много по-слабо атрактивна с по-еднообразно кафяво оперение по цялото тяло, подобно на това на женския обикновен фазан, но с по-фини ивици. Много прилича и на женския златен фазан, но е с по-тъмна глава и по-едноцветни подкрилия.

## Поведение
Въпреки доста забележимото присъствие на мъжкия, тези птици трудно могат да бъдат видени в естествените си местообитания, които се състоят от гъсти, тъмни гори с гъста ниска растителност. В резултат от това, малко се знае за поведението на вида в дивата природа.
Въпреки че умеят добре да летят, те предпочитат да тичат. Ако почувстват заплаха могат с висока скорост внезапно да излетят от земята, издавайки отличителни звуци.
През размножителния период мъжките издават пресипнали звуци.

## Хранене
Хранят се със семена, листа и безгръбначни, които събират от земята, но нощно време спят по дърветата.

## Природозащитен статус
Благодарение на широкото разпространение на вида в естественото си местообитание, диамантеният фазан е оценен в Червения списък на защитените видове като незастрашен вид.

## Галерия
- Мъжки диамантен фазан
- Мъжки диамантен фазан
- Поглед отзад
- Поглед отстрани